# Iona Heath
Iona Caroline Heath es una médica y escritora inglesa que fue presidenta del Royal College of General Practitioners (RCGP) de 2009 a 2012.
Iona Heath se retiró de la práctica médica a los 60 años en 2010. Fue la única persona que solicitó y anticipó asumir el cargo de presidenta de RCGP 2009-2012 cuando ya no era médica en ejercicio durante la mayor parte del mandato, es decir, durante 2010–2012.

## Trayectoria profesional
Iona Heath se graduó de la Universidad de Cambridge en 1974. Trabajó como médica de cabecera en Kentish Town en Londres desde 1975 hasta 2010.
Fue elegida por primera vez miembro del consejo de RCGP en 1989. En junio de 2009 fue elegida Presidenta de la RCGP. Estuvo en el consejo mundial de medicina general de WONCA. Desarrolló una segunda carrera al convertirse en ponente en eventos nacionales e internacionales y actuar como asesora de médicos y médicas en ejercicio.
Presidió una controvertida disputa sobre los llamados a retractarse de una publicación sobre estatinas en el BMJ (British Medical Journal). Se cuestionó la conclusión de no retractarse por completo. The Lancet cuestionó la independencia del panel. En 2014, presidió un panel que investigaba los efectos secundarios de las estatinas.

## Distinciones
Fue nombrada Comandante de la Orden del Imperio Británico (CBE) en los Honores de Año Nuevo de 2000 por sus servicios al Cuidado de las Personas Mayores.

## Publicaciones
- Ayudar a morir. Katz Editores, 2008. 978-84-96859-40-1
- The mystery of general practice, Nuffield Trust, 1995. ISBN 0900574933